# Trichaeta caffraria
Trichaeta caffraria är en fjärilsart som beskrevs av Herrich-Schäffer. Trichaeta caffraria ingår i släktet Trichaeta och familjen björnspinnare. Inga underarter finns listade i Catalogue of Life.